# Порив мужності
Порив мужності (англ. A Dash of Courage) — американська короткометражна кінокомедія режисера Чарлі Чейза 1916 року.

## У ролях
- Гаррі Гріббон — Шовковий капелюх Чарлі / Джентльмен Крук
- Гай Вудворд — видний громадянин
- Глорія Суонсон — дочка видного громадянина
- Боббі Вернон — її хлопець
- Френк Опперман — Генрі Купер / викладач
- Воллес Бірі — шериф поліції
- Біллі Мейсон — бандит Чарлі
- Реймонд Гріффіт — поліцейський
- Нік Коглі — власник магазина